# ريو ناتسوكي
ريو ناتسوكي (باليابانية: 楢橋 美紀) مواليد 25 يناير 1960م، هي مؤدية أصوات يابانية.

## أعمال

### أنمي
- أبطال الديجيتال الجزء الثاني
- بوكيمون
- سكيب بيت
- شوجو شارا
- ملكة الثلج

### ألعاب فيديو
- فاينل فانتسي X
- فاينل فانتسي X-2
- المملكة هارتس II
- غران تورزمو 5
- سوبر روبوت وورز

### دبلجة
- الوالدان السحريان
- أسرة تيودور

## وصلات خارجية
- ريو ناتسوكي على موقع IMDb (الإنجليزية)
- ريو ناتسوكي على موقع ميوزك برينز (الإنجليزية)
- ريو ناتسوكي على موقع قاعدة بيانات الفيلم (الإنجليزية)
- ريو ناتسوكي على موقع كينوبويسك (الروسية)
- ريو ناتسوكي على موقع ANN person (الإنجليزية)